# Teoria cinètica molecular
La teoria cinètica molecular o teoria cineticomolecular de la matèria és una teoria física que explica el comportament i propietats macroscòpiques de la matèria a partir d'una descripció estadística dels processos moleculars microscòpics. En altres paraules, explica les propietats i el comportament dels diversos estats d'agregació de la matèria. La teoria cinètica es va desenvolupar amb base en els estudis de físics com Ludwig Boltzmann i James Clerk Maxwell a finals del segle XIX tot emprant els models de Física clàssica. La teoria cineticomolecular està basada en tres postulats:
1. La matèria està constituïda per partícules molt petites, pràcticament invisibles llevat que disposem d'un microscopi electrònic: Podem parlar de molècules, àtoms, electrons, protons, neutrons i d'altres fins i tot més petites.
2. Les partícules exerceixen entre si forces d'atracció que les mantenen unides: En els sòlids, la intensitat de la força és molt gran; en els líquids, moderada, i en els gasos, molt petita.
3. Les partícules estan en moviment constant:

Les partícules dels sòlids gairebé no es mouen, només vibren. Les partícules dels gasos es mouen independentment les unes de les altres, i en els líquids es dona una situació intermèdia. Recordem que com més elevada és la temperatura de la matèria, més vibraran les seves partícules.

## Desenvolupament teòric
Consta dels següents punts:
- Tots els gasos estan formats per partícules idealment esfèriques anomenades molècules.
- Les molècules es mouen a altes velocitats, sempre constants, en línia recta i de forma desordenada.
- Xoquen entre si i amb les parets del recipient sense cap intercanvi d'energia.
- La mitjana de l'energia cinètica d'una molècula és directament proporcional a la temperatura absoluta del gas
- Una molècula aïllada de massa m i velocitat v es mou amb una energia cinètica equivalent a {\displaystyle {\frac {1}{2}}mv^{2}}
- Si tenim en consideració el nombre de molècules que hi ha en un mol de gas, és a dir, el nombre d'Avogadro, o {\displaystyle N_{A}} (6,022 · 1023) i la velocitat mitjana de les partícules, es pot establir una interpretació cinètica de la temperatura mitjançant l'expressió:

On:
- T = temperatura
- NA = nombre d'Avogadro (6,022 · 1023)
- R = constant
- Ec = energia cinètica

## Demostració

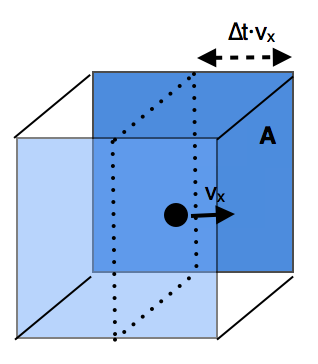
Figura 1: Gas en un recipient

En l'equació de l'apartat anterior s'expressa l'energia cinètica en funció de la temperatura (de fet, expressa la temperatura com una conseqüència que les molècules de gas tinguin energia cinètica). En aquest apartat es demostrarà com es pot deduir aquesta expressió tot imaginant una situació on un gas es troba tancat dins un recipient tal com es mostra a la Figura 1.
Definicions inicials:
- A = Àrea d'una de les parets del cub on està tancat el gas
- Mi = Massa molecular del gas (és a dir, massa que té cada molècula, ja que suposarem que és un gas pur)
- N = Nombre total de molècules de gas dins la caixa
- V = Volum de la caixa
- νx = Velocitat que porta una molècula que es mou en l'eix {\displaystyle x}cap a la paret dreta, ta com surt a la Figura 1
- ρ = Quantitat de moviment, producte de la massa per la velocitat ({\displaystyle m\cdot v})

Idea inicial: La pressió sobre la paret dreta de la Figura 1, que exerceix el gas, és el producte dels xocs de les molècules de gas sobre aquesta. Com que una pressió és una força dividida entre l'àrea sobre la qual és exercida, podem expressar la Pressió com {\displaystyle P={\frac {F}{A}}} i segons la segona llei de Newton la força és el producte de la massa per l'acceleració, o en funció de la quantitat de moviment, és la derivada de la quantitat de moviment respecte del temps:
```

  

    

      

        
F

        
=

        
m

        
a

        
=

        

          

            

              
d

              
ρ

            

            

              
d

              
t

            

          

        

      

    

    
{\displaystyle F=ma={d\rho  \over dt}}

  

```

La massa per una partícula és la massa molecular, i per a tot el gas és la massa total. Per tant, per calcular la pressió ens cal saber el valor de la derivada de la quantitat de moviment respecte del temps:
1. La quantitat de moviment per a una molècula de massa {\displaystyle M_{i}} i que es mou cap a la paret dreta amb velocitat {\displaystyle V_{x}} és {\displaystyle \rho =M_{i}V_{x}}
2. Per calcular la quantitat de moviment total cal multiplicar l'obtinguda en 1 pel nombre total de molècules. Per fer-ho considerarem un interval de temps {\displaystyle \Delta t} en el qual xocaran amb la paret dreta totes les molècules que es moguin cap aquesta paret a una distància menor a {\displaystyle V_{x}\cdot \Delta t} (Figura 1).
3. El volum de totes les molècules que xocaran serà (es veu clarament a la Figura 1) {\displaystyle V_{x}\cdot \Delta t\cdot A\cdot {\frac {N}{V}}}, on (N/V) és la densitat de molècules (nombre de molècules per unitat de volum).
4. Com que, en mitjana, la meitat de les molècules es mouran cap a la dreta i l'altra meitat es mouran cap a l'esquerra, d'aquest volum xocaran la meitat (multiplicar per 1/2). Amb tot això queda: {Nombre de molècules que xoquen} {\displaystyle ={1 \over 2}{N \over V}V_{x}\Delta tA}
5. Per UNA molècula: considerem els xocs elàstics (no es perd energia ni quantitat de moviment en el xoc, de manera que la velocitat abans i després serà la mateixa però de signe oposat) i, per tant, el canvi total en la quantitat de moviment abans i després d'un xoc serà: {\displaystyle |\Delta \rho |=|\rho _{final}-\rho _{inicial}|=|-M_{i}V_{x}-(-M_{i}V_{x})|=2M_{i}V_{x}}.
6. La derivada temporal de la quantitat de moviment en aquest interval de temps és el quocient d'increments ({\displaystyle {\frac {\Delta p}{\Delta t}}}) i, com que no ho volem per una sola molècula sinó per totes les molècules que xoquen amb la paret dreta, ens queda: {\displaystyle {d\rho  \over dt}={\Delta \rho  \over \Delta t}={1 \over 2}{N \over V}V_{x}\Delta tA(2M_{i}V_{x})\qquad P={F \over A}={M_{i}\Delta \rho  \over \Delta tA}={N \over V}M_{i}{V_{x}}^{2}} O, cosa que és equivalent: {\displaystyle PV=NM_{i}{V_{x}}^{2}}.

Ja que l'energia cinètica és {\displaystyle E_{c}={\frac {1}{2}}mv^{2}}, podem escriure l'expressió anterior com 
{\displaystyle PV=2NE_{c}}
Aquesta energia cinètica està associada al moviment de translació (també pot haver-hi rotació) a l'eix {\displaystyle x}. Per trobar l'energia total, com que cap direcció està afavorida, cal aïllar l'energía cinètica del moviment a l'eix {\displaystyle x} i multiplicar-la per 3:
{\displaystyle E_{c}(x)={1 \over 2}{{PV} \over {N}}\qquad \qquad E_{c}(total)={3 \over 2}{{PV} \over {N}}}
Queda demostrada l'equació de l'apartat "Desenvolupament teòric".

## Limitacions del model
Cal ser especialment conscient que les velocitats emprades són velocitats mitjanes (de fet, velocitats quadràtiques mitjanes, ja que si les velocitats es prenen amb el seu signe es podrien restar, per això cal fer el seu quadrat abans de sumar-les).